# Tripwell
Tripwell var en internationell onlinetjänst för uthyrning av semesterbostäder i Europa. Företaget grundades 2013 med kontor i Stockholm  Tripwell ägdes av Schibsted Media Group, som också äger flera av de marknadsledande köp- och säljsajterna i Europa såsom Blocket, Leboncoin.fr, Subito.it och Finn.no. Tripwell lades ned 5 september 2016.